# 23120 Paulallen
23120 Paulallen è un asteroide della fascia principale. Scoperto nel 2000, presenta un'orbita caratterizzata da un semiasse maggiore pari a 2,6216735 UA e da un'eccentricità di 0,2122264, inclinata di 12,41911° rispetto all'eclittica.